# Wolfgang Hillen (Biologe)
Wolfgang Hillen (* 24. April 1948 in Osnabrück; † 17. Oktober 2010) war ein deutscher Mikrobiologe. Er war einer der Pioniere der Molekularbiologie in Deutschland. Seine Arbeit konzentrierte sich auf die Erforschung von Genexpressionssystemen in Prokaryoten und die Möglichkeit der Anwendung dieser Systeme als Werkzeug in der Molekularbiologie.

## Werdegang
Wolfgang Hillen studierte Chemie an der Universität Münster und promovierte 1977 in Biochemie bei Hans Günter Gassen. Von 1986 bis zu seinem Tod war er Inhaber des Lehrstuhls für Mikrobiologie der Friedrich-Alexander-Universität Erlangen-Nürnberg. Im Jahr 1997 erhielt er den Max-Planck-Forschungspreis.
Ab 2001 war er Präsident der Vereinigung für Allgemeine und Angewandte Mikrobiologie (VAAM). Lange Jahre fungierte er als Sprecher von BaCaTec (Bavaria California Technology Center) und förderte hier die Zusammenarbeit zwischen bayerischen und kalifornischen Hochschul- und Forschungseinrichtungen in den High-Tech-Bereichen Life Sciences, Informations- und Kommunikationstechnologie, neue Werkstoffe, Umwelttechnik und Mechatronik. 2002 wurde er zum Mitglied der Leopoldina gewählt.